# Blood & Glitter (singolo)
Blood & Glitter è un singolo del gruppo musicale tedesco Lord of the Lost, pubblicato il 24 dicembre 2022 come primo estratto dall'album in studio omonimo.

## Promozione
Il 27 gennaio 2023 i Lord of the Lost sono stati confermati fra gli otto partecipanti a Unser Lied für Liverpool, il programma di selezione del rappresentante tedesco all'annuale Eurovision Song Contest. All'evento, che si è svolto il successivo 3 marzo, il gruppo si è piazzato al quinto posto nel voto della giuria e al primo posto nel televoto, ottenendo, una volta sommate le votazioni, abbastanza punti da vincere il programma e cantare per la Germania sul palco eurovisivo a Liverpool. Nel maggio successivo, in occasione della finale eurovisiva, i Lord of the Lost si sono classificati all'ultimo posto su 26 partecipanti con 18 punti totalizzati.

## Tracce
Testi e musiche di Chris Harms, Rupert Keplinger, Anthony James Brown e Pi Stoffers.
1. Blood & Glitter – 2:59

## Classifiche
| Classifica (2023) | Posizione massima |
| ----------------- | ----------------- |
| Lituania          | 69                |